# Shrieker
De Shrieker (Caederus mexicana) is een fictief wezen uit de Tremors-reeks. De Shriekers verschenen in Tremors 2: Aftershocks, Tremors 3: Back to Perfection en enkele afleveringen van de Tremors televisieserie. Shriekers zijn de tweede fase in de levenscyclus van de fictieve wezens uit de reeks. Ze ontstaan uit een Graboid, en veranderen later in een Ass-Blaster. De Shrieker kan worden gezien als een soort nimf.
De naam Shriekers werd bedacht door de special effects crew van Tremors 2, maar niet in die film verwerkt. Pas in Tremors 3 kreeg het publiek de naam voor het eerst te horen.

## Uiterlijke kenmerken
In tegenstelling tot de grote ondergronds levende Graboids zijn Shriekers een stuk kleiner en leven bovengronds. Ze zijn ongeveer 1,50 meter lang en 1,20 meter hoog. Daar waar Graboids op wormen lijken, doen Shriekers meer denken aan dinosaurusachtige of grondvogelachtige wezens.
Shriekers bewegen zich voort op twee poten met elk drie tenen. Hun kop bestaat net als bij Graboids uit een grote bek met drie slagtandachtige of snavelachtige uitsteeksels: een op de bovenkaak en twee op de onderkaak. Ze hebben niet de op slangen lijkende tongen. In plaats daarvan hebben ze een enkele tong zonder tanden of andere extra’s. De kaken van een Shrieker zijn sterk genoeg om door staal heen te bijten.
Shriekers hebben net als Graboids geen ogen of een neus. In plaats daarvan hebben ze boven op hun hoofd een hittesensor waarmee ze infrarood kunnen zien. Deze sensor zit op een stuk huid dat ze omhoog kunnen steken. Dit infrarood zicht is hun enige zintuig naast voelen en proeven.

## Jagen en intelligentie
In tegenstelling tot de Graboids jagen Shriekers in groepen, en gebruiken hun grote aantallen om prooien te vangen. Indien ze de lichaamswarmte van een prooi zien laten ze dit weten via een harde schreeuw (waar ze hun naam aan danken). Bij dit geluid komt een hoop hitte vrij, wat andere Shriekers waarschuwt.
Bij een jachtpartij tonen Shriekers tekenen van goed inzicht en samenwerking. Ze gebruiken elkaar soms als levende platformen om op hoger gelegen plateaus te komen.
Shriekers zijn omnivoren die alles eten wat ze te pakken kunnen krijgen. Naast hun prooien eten ze ook voedsel dat geen warmte uitstraalt indien ze dit toevallig vinden. In de tweede film eet een Shrieker de complete voedselvoorraad in Burts truck op.

## Zwakke plekken
Net als Graboids kunnen Shriekers worden misleid tot het aanvallen van levenloze voorwerpen. Zo werden ze in de films afgeleid met een verwarmde automotor en elektronische kabels.
Hoewel ze ook voedsel eten dat geen warmte uitstraalt, schenken Shriekers geen aandacht aan “koude” voorwerpen. Men kan zichzelf dus “onzichtbaar” maken voor Shriekers door de uitstraling van lichaamswarmte tegen te gaan.

## Levenscyclus
Shriekers groeien als een soort tumoren in een Graboid. Nadat ze zijn volgroeid eten ze zich een weg door de Graboid naar buiten, waardoor de Graboid zelf sterft. Per Graboid ontstaan ongeveer drie tot zes Shriekers.
Direct na te zijn “uitgekomen” voeden Shriekers zich met het vlees van de Graboid om krachten op te doen. Shriekers die ontstaan uit Graboids zijn meteen volwassen en gaan direct op zoek naar voedsel.
Shriekers kunnen zich ook voortplanten door te eten. Nadat een Shrieker genoeg gegeten heeft, spuugt hij een cocon uit met daarin een baby Shrieker. Deze manier van voortplanten maakt dat ze zich razendsnel kunnen vermenigvuldigen. Het is niet bekend of dezelfde Shrieker meerdere jongen kan voortbrengen. Een baby Shrieker is al volledig ontwikkeld, en ongeveer 25 centimeter lang. Binnen enkele uren is hij al volwassen.
Ongeveer 12 tot 24 uur na hun geboorte ondergaan Shriekers een tweede transformatie waarbij ze veranderen in de derde en laatste fase van hun levenscyclus: een Ass-Blaster.